# Paralisi bulbare progressiva
La paralisi bulbare progressiva (PBP) è una condizione medica. Appartiene a un gruppo di disturbi noti come malattie dei motoneuroni. Il PBP è una malattia che colpisce i nervi che innervano i muscoli bulbari. Questi disturbi sono caratterizzati dalla degenerazione dei motoneuroni nella corteccia cerebrale, nel midollo spinale, nel tronco encefalico e nelle vie piramidali. Ciò riguarda in particolare il nervo glossofaringeo (IX), il nervo vago (X) e il nervo ipoglosso (XII).
Questo disturbo non deve essere confuso con la paralisi pseudobulbare o l'atrofia muscolare spinale progressiva. Il termine paralisi bulbare progressiva infantile è usato per descrivere la paralisi bulbare progressiva nei bambini. Alcuni neurologi considerano questo disturbo un sottoinsieme della sclerosi laterale amiotrofica (SLA), ma altri non sono d'accordo con questa classificazione.

## Segni e sintomi
La prognosi per i pazienti con PBP è davvero scarsa. I sintomi progressivi di paralisi bulbare possono includere difficoltà progressiva nel parlare e nella deglutizione. I pazienti possono anche esibire riflessi di vomito ridotti, movimenti palatali deboli, fascicolazioni e movimento debole dei muscoli facciali e della lingua. Nei casi avanzati di PBP, il paziente potrebbe non essere in grado di sporgere la lingua o manipolare il cibo in bocca.
I pazienti con i primi casi di PBP hanno difficoltà con le pronunce, in particolare consonanti laterali (linguali) e velari, e possono mostrare problemi con la saliva sbavante. Se il tratto corticobulbare è interessato, può verificarsi un effetto pseudobulbare con cambiamenti emotivi. Poiché i pazienti con PBP hanno tali difficoltà a deglutire, il cibo e la saliva possono essere inalati nei polmoni. Ciò può causare bavaglio e soffocamento e aumenta il rischio di polmonite. La morte, che spesso deriva da polmonite, di solito si verifica da 1 a 3 anni dopo l'inizio del disturbo.
Circa il 25% dei pazienti con PBP alla fine sviluppa i sintomi diffusi comuni alla SLA.

## Causa
La causa del PBP non è nota. È stata riscontrata una forma di PBP in pazienti con mutazione della CuZn-superossido dismutasi ( SOD1 ). I pazienti con paralisi bulbare progressiva che presentano questa mutazione sono classificati con pazienti FALS, la SLA familiare (FALS) rappresenta circa il 5% -10% di tutti i casi di SLA ed è causata da fattori genetici. All'interno di questi, circa il 20–25% è legato alla mutazione SOD1. Al momento non è noto se e in che modo la ridotta attività SOD1 contribuisca alla paralisi progressiva bulbare o FALS e sono stati condotti studi su pazienti e topi transgenici per aiutare a comprendere ulteriormente l'impatto di questo gene sulla malattia.
È stato condotto uno studio di caso su una donna di 42 anni che si è lamentata della debolezza muscolare 10 mesi prima del ricovero in ospedale. All'esame neurologico, il paziente ha mostrato atrofia muscolare, fascicolazione in tutti gli arti e diminuzione dei riflessi tendinei profondi. Il fratello maggiore, il padre e lo zio paterno del paziente in precedenza erano tutti morti di SLA o di una sindrome di tipo SLA. Il paziente ha sviluppato una paralisi bulbare progressiva, è diventato dipendente da un respiratore e ha avuto due episodi di arresto cardiaco. Il paziente è deceduto per polmonite due anni dopo l'insorgenza della malattia. Dopo aver studiato il paziente, si è scoperto che il paziente aveva una delezione di due coppie di basi nel 126° codone nell'esone 5 del gene SOD1. Questa mutazione ha prodotto una mutazione frame-shift, che ha portato a un codone di stop in posizione 131. L' attività SOD1 è stata ridotta di circa il 30%. L'esame istologico del paziente ha mostrato una forte riduzione dei motoneuroni inferiori. Dopo ulteriori studi, questo caso si è rivelato importante perché ha dimostrato che le mutazioni SOD1 potrebbero non avere effetti su cambiamenti neuropatologici costanti e che i fattori ambientali e genetici potrebbero influenzare il fenotipo delle mutazioni SOD1.

## Trattamento
Il PBP è una patologia molto aggressiva e non vi sono stati trattamenti per la malattia dal 2005. Tuttavia, la diagnosi precoce del PBP è lo scenario ottimale in cui i medici possono tracciare un piano per la gestione della malattia. Ciò comporta in genere trattamenti sintomatici che vengono frequentemente utilizzati in molti disturbi dei motoneuroni inferiori.

## Storia
La malattia fu osservata per la prima volta dal neurologo francese Guillaume Duchenne nel 1860 e fu definita "paralisi labioglossolaringea". Nel 1859, Wachsmuth cambiò il nome in paralisi bulbare progressiva. Nel 1869, Charcot studiò il coinvolgimento dei tratti corticospinali e con Joffroy, che notò la perdita dei nuclei del motore bulbare, scoprì le somiglianze con la sclerosi laterale amiotrofica (SLA). È stato osservato che una distinzione dalla SLA era la fatica che predominava nei muscoli innervati dai nuclei del nervo cranico inferiore, piuttosto che dai motoneuroni superiori.